# Fatty and the Heiress
Fatty and the Heiress è un cortometraggio muto del 1914 diretto da Roscoe 'Fatty' Arbuckle (non confermato).

## Produzione
Il film fu prodotto dalla Keystone Film Company.

## Distribuzione
Distribuito dalla Mutual Film, il film - un cortometraggio in due bobine - uscì nelle sale cinematografiche USA il 25 giugno 1914.